# Rue Camille-Flammarion
La rue Camille-Flammarion est une voie du 18e arrondissement de Paris, en France.

## Situation et accès
La rue Camille-Flammarion est une voie publique située dans le 18e arrondissement de Paris. Elle débute au 134, boulevard Ney et se termine rue René-Binet.

## Origine du nom

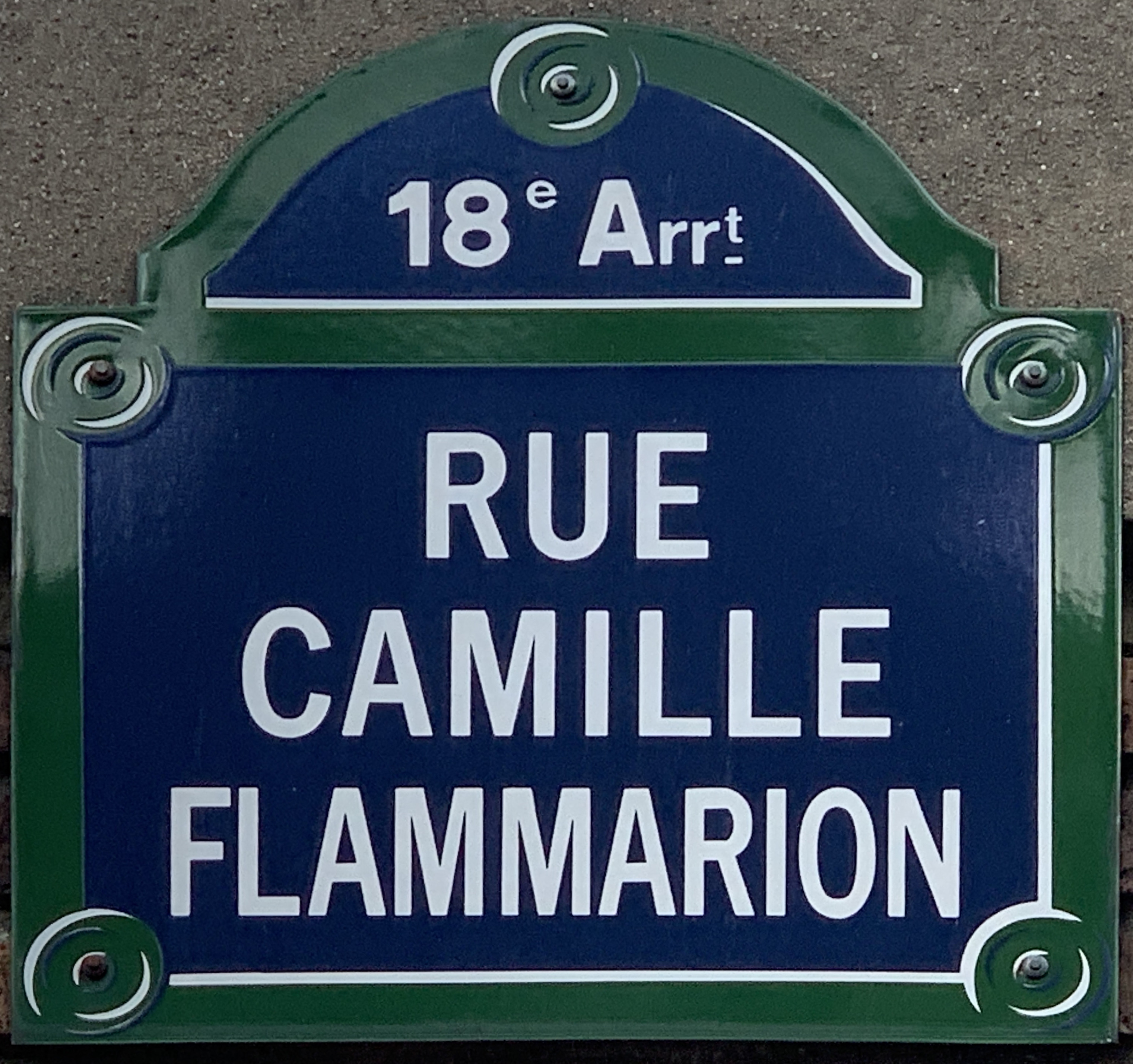
Plaque de la rue.

Cette voie a pris le nom de l'astronome français Camille Flammarion (1842-1925).

## Historique
La rue a été ouverte par l'Office public d'habitations de la ville de Paris, et a pris sa dénomination actuelle en 1927 sur l'emplacement du bastion no 37 de l'enceinte de Thiers.